# Сьёрдсма, Сьёрд
Сьёрд Вимер Сьёрдсма (нидерл. Sjoerd Wiemer Sjoerdsma ; род. 10 июля 1981, Эйндховен, Нидерланды) — нидерландский политик, член партии Демократы 66, член Палаты представителей Нидерландов с 20 сентября 2012 года, после избрания на парламентских выборах.

## Ранняя карьера
До избрания он работал в Министерстве иностранных дел. В период его дипломатической работы направлялся в посольства Нидерландов в Бельгии и Афганистане и в постоянное представительство при Палестинской администрации.

## Член парламента
В Палате представителей работает в комитете партии по иностранным делам. В дополнение к своим обязанностям в парламенте он входит в голландскую делегацию в Парламентской ассамблее НАТО.
Сьёрдсма был переизбран во время выборов в Голландии 2017 года.

## Политическая позиция
В 2019 году Сьёрдсма публично подверг критике королеву Нидерландов Ма́ксиму за встречу, которую она провела с наследным принцем Саудовской Аравии Мохаммедом бен Салманом в кулуарах саммита G20 в Осаке, не упоминая об убийстве журналиста Джамаля Хашогги.